# Valdái (ciudad)
Valday o Valdái (del ruso: Валда́й) es una ciudad en el óblast de Nóvgorod, Rusia, el centro administrativo del raión de Valdái. Queda sobre la autopista federal M10 que conecta Moscú con San Petersburgo, a 386 km de Moscú y 140 km de Veliki Nóvgorod.

## Historia
El asentamiento fue mencionado documentalmente por vez primera en 1495 y recibió el estatus de ciudad de la emperatriz Catalina II en 1770, cuando su población tenía alrededor de dos mil habitantes. La ciudad se convirtió en el centro comercial de la manufactura de campana en Rusia. El famoso Monasterio Íverski de Valdái (fundado en 1653) y la Catedral Uspenski (construida en 1656) se encuentran en una de las islas del cercano lago Valdái.

## Demografía
| Gráfica de evolución de Valdái entre 1856 y 2020 |
|                                                  |

## Turismo
Valday es un destino de turismo popular, situado en medio del Parque nacional Valdaysky, al norte de las colinas de Valdái. La mayor parte de la gente frecuenta el lago y la ciudad en verano. Valday presenta muchas casas de reposo y sanatorios. También están disponibles lugares para acampar alrededor del lago.

## Galería

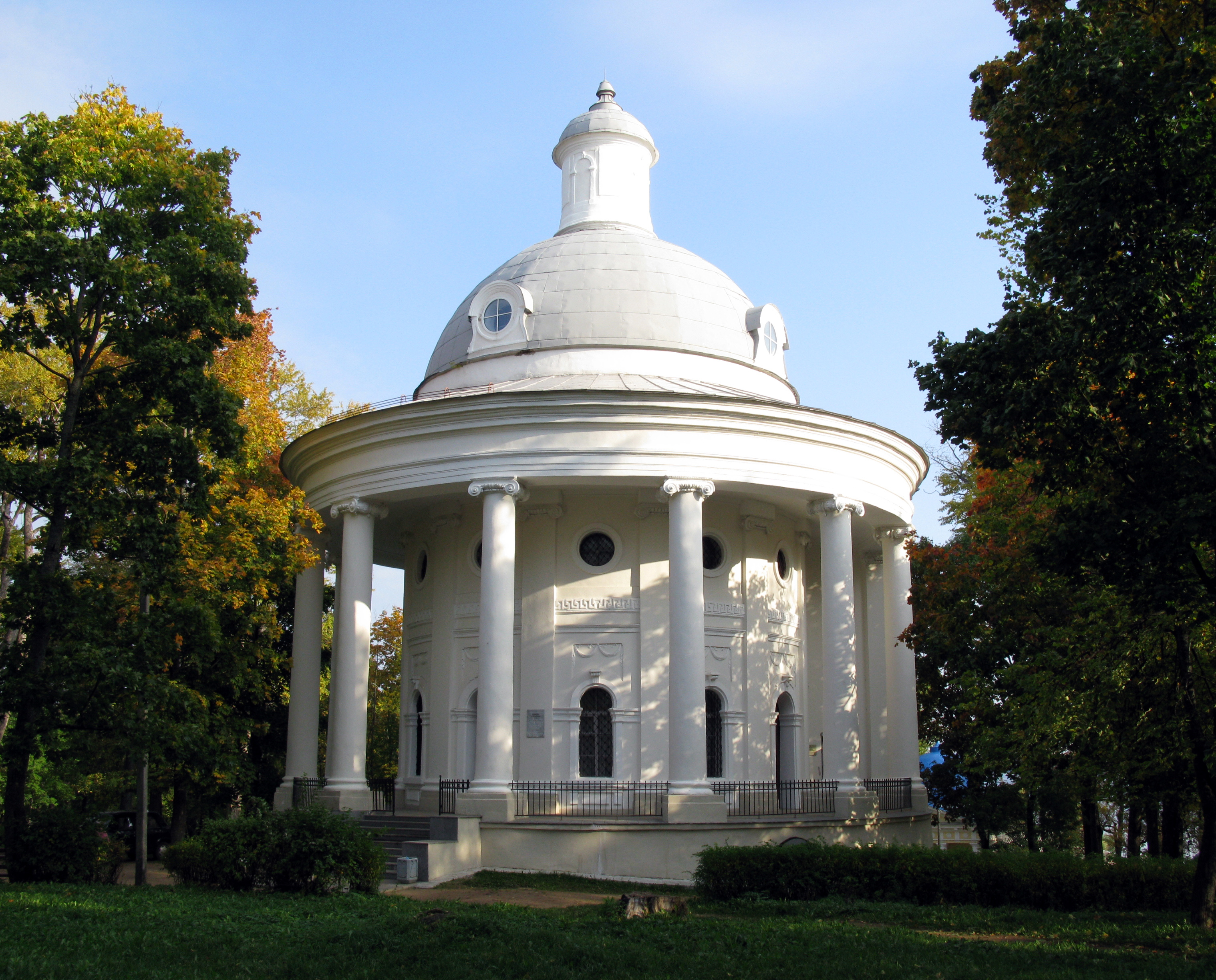
Iglesia de Santa Catalina
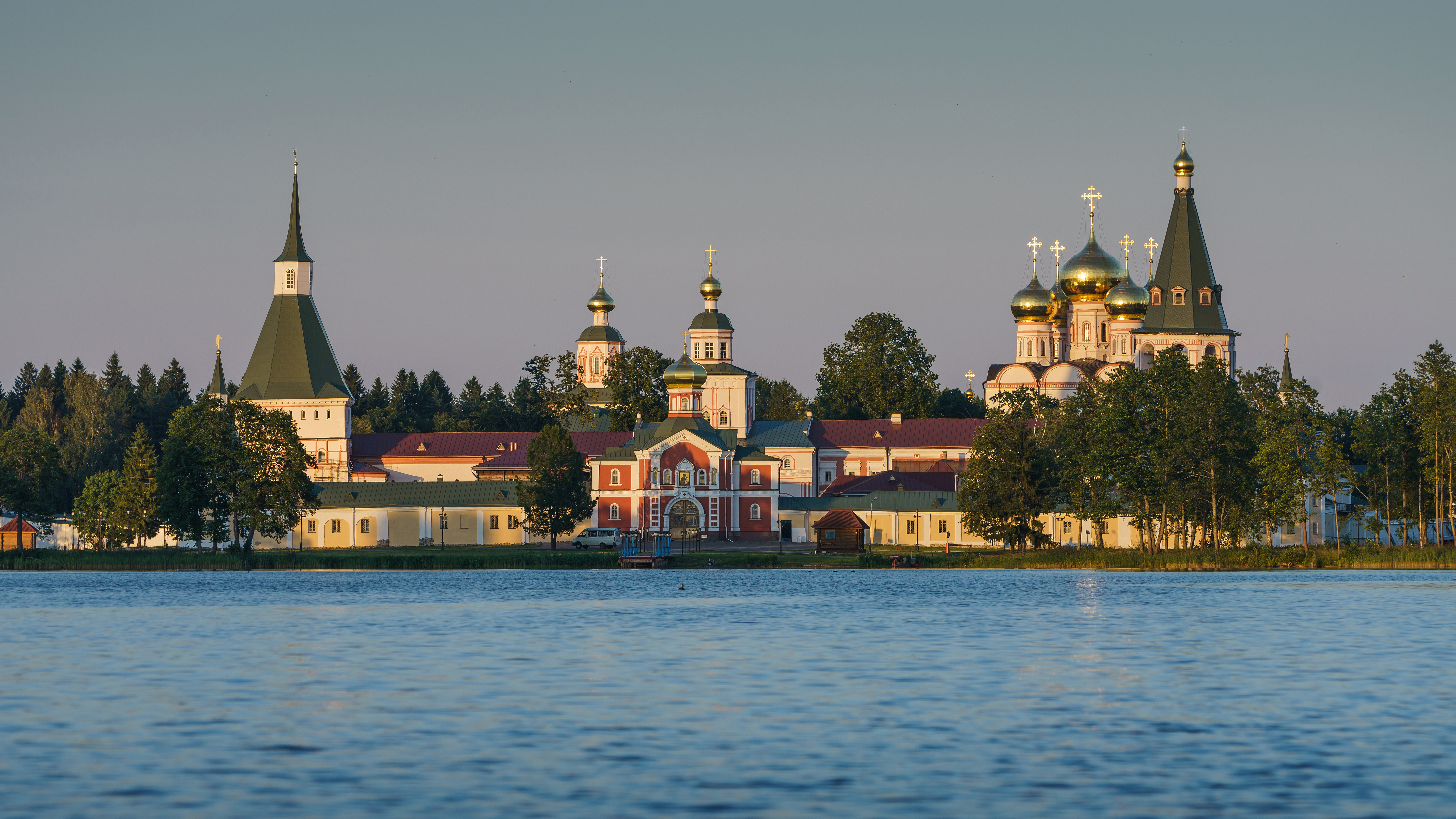
Monasterio Iveron
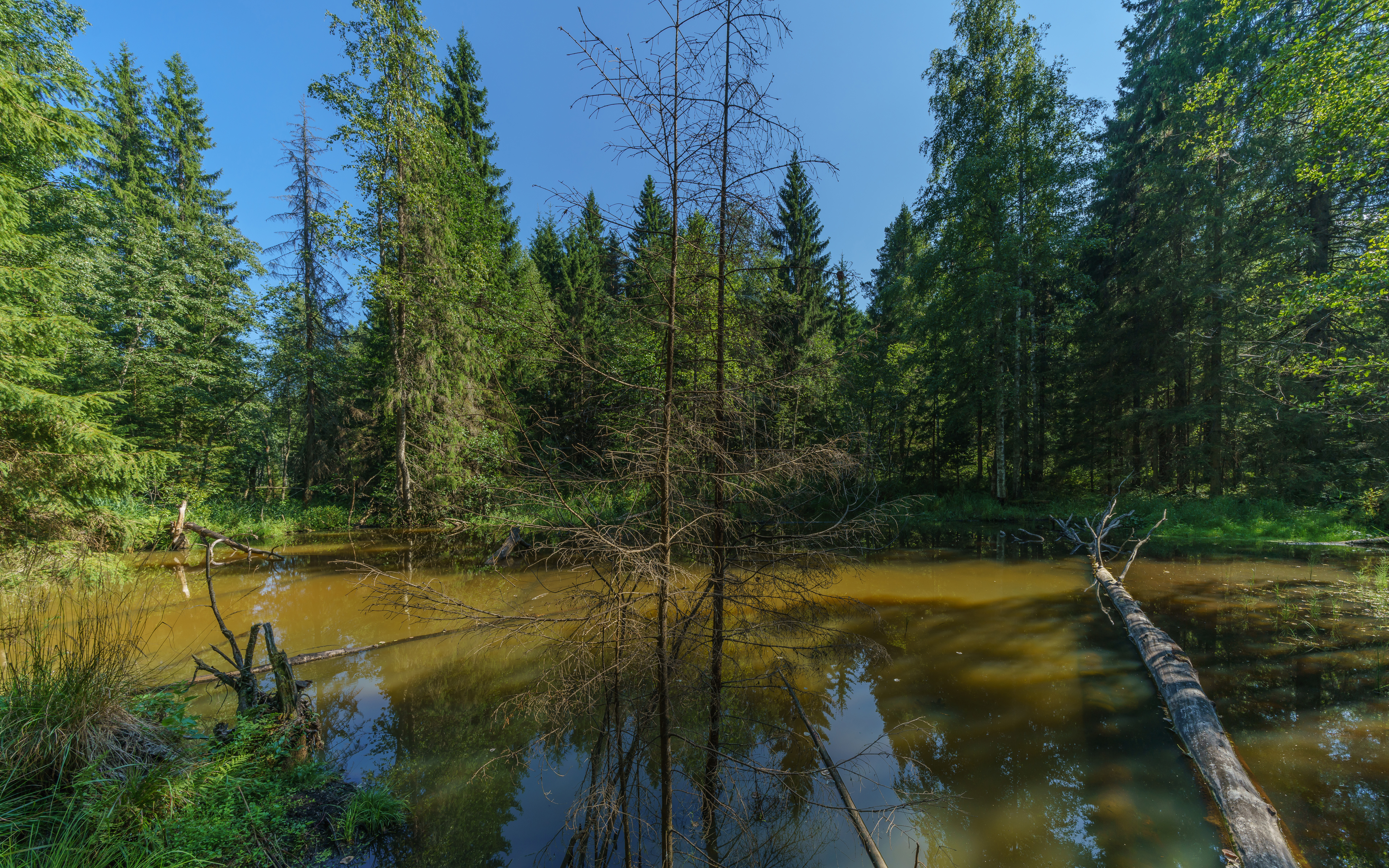
Sendero ecológico «Secretos del bosque»